# Funaria excurrentinervis
Funaria excurrentinervis là một loài Rêu trong họ Funariaceae. Loài này được Cardot & P. de la Varde mô tả khoa học đầu tiên năm 1923.